# Пёльниц, Гизела фон
Гизела фон Пёльниц (нем. Gisela von Poellnitz; до 1920 года, Германия — 14 сентября 1939 года, Швейцария) — журналист, антифашист, член движения Сопротивления во время Второй мировой войны, член организации «Красная капелла».

## Биография
Гизела фон Пёльниц ещё до 1933 года вступила в Коммунистический союз молодёжи (KJVD) в Гамбурге, и в том же году за это была посажена в тюрьму Фульстбюттель. В середине 1930-х годов работала корреспондентом в отделении United Press, возглавлявшимся Гёста фон Юкскюлля. В 1932—1933 годах была членом Gegner-Kreis («Оппозиционного кружка»), вместе с Харро Шульцк-Бойзеном. В 1936—1937 годах вошла в движение сопротивления и принимала активное участие в акциях группы.
В Имперском министерстве авиации Гельмут Вильберг создал специальную группу помощи фалангистам во время Гражданской войны в Испании. Харро Шульце-Бойзен собрал всю информацию, какую только мог найти, о персонале этой группы и проводимых ею операциях. Берлинская группа движения сопротивления тогда не имела контактов со спецслужбами других стран, поэтому он передал эту информацию Гизеле фон Пёльниц, дав ей задание бросить конверт в почтовый ящик посольства СССР в Берлине. Поскольку за посольством велось наблюдение, вскоре она и Харро Шульце-Бойзен попали под внимание гестапо. Впоследствии Генрих Шель вспоминал слова офицера тайной полиции: «Во время Гражданской войны в Испании у нас были свои люди в интернациональных бригадах. Шульце-Бойзен узнал их имена и отправил красным. Наших людей поставили к стенке».
Гизела фон Пёльниц была арестована гестапо в 1938 году, но через несколько месяцев её отпустили, так ничего и не добившись. Ей пришлось на время прервать контакты с соратниками из берлинской группы. Она была больна туберкулёзом лёгких и 15 июня 1939 года вместе с Эльфридой Пауль, врачом и членом движения Сопротивления, уехала в санаторий в Швейцарии, где умерла 14 сентября того же года.